# Breg pri Komendi
Breg pri Komendi este o localitate din comuna Komenda, Slovenia, cu o populație de 128 de locuitori.